# جاكلين فايسيير
جاكلين فايسيير (بالفرنسية: Jacqueline Vaissière) وهي عالمة فرنسية في مجال الصوتيات.

## المسيرة
درست جاكلين فايسيير الهندسة الحاسوبية والترجمة الآلية. وأشرف عليها برنار فاكوا في معهد دراسات الترجمة الآلية بجامعة غرينوبل.
إلتحقت بـ «مجموعة الكلام والتواصل» في معهد ماساتشوستس للتكنولوجيا بالولايات المتحدة تحت إشراف البروفيسور كينيث ستيفنز، حيث تخصصت في الصوتيات الأكوستية (فيزياء الأصوات).
فيما تحول اهتمام المختصين في معالجة الكلام إلى نماذج «الصندوق الأسود» للتعرف (الآلي) على الكلام وتوليده، غادرت جاكلين فايسيير المركز الوطني لدراسات الاتصلات، واختارت أن تَنْظّم تلتحق كبرفيسور بجامعة باريس 3 - السوربون الجديدة، حيث أخذت مكان رينيه جسيل (René Gsell) في 1990. بمشاركة آني ريالاند (Annie Rialland) ترأست جاكلين فايسيير معهد الصوتيات (الفونتيكا والفونولوجيا) التابع للمركز الوطني للبحث العلمي لجامعة باريس 3 إلى سنة 2013.
عينت سنة 2010 كمنسق رئيسي لمشروع «مخبر الامتياز» (لاباكس) القواعد التجريبية للسانيات.
كما انتخبت في ذات السنة (2010) كعضوة في معهد فرنسا لمدة خمس سنوات.

## تشريفات
- منحت جاكلين فايسيير الميدالية الفضية للمركز الوطني للبحث العلمي باقتراح مشترك من قسمي العلوم الإنسانية والاجتماعية وكذلك قسم علوم الهندسة والحوسبة.
- وسام فارس من جوقة الشرف (2010).
- وسام جوقة الشرف برتبة ضابط (2015).
- (? Who's Who) منذ 2010.
- حظيت بزمالة المنظمة الدولية للكلام والاتصالات سنة 2014 نظير أعمالها الرائدة في الصوتيات الإكلينيكية (clinical phonetics) ومساهمته الجبارة في التقاء علمي الصوتيات والنطقيات وهندسة الكلام (speech engineering).

## بعض المنشورات
- مساهمة في توليد (الأصوات) عبر قواعد الفرنسية 
Vaissière, Jacqueline. 1971. Contribution à la synthèse par règles du français. PhD dissertation. Grenoble.
- ملاحظات إضافية حول تنغيم اللغة الفرنسية
Vaissière, Jacqueline. 1975. Further note on French prosody. Research Laboratory of Electronics, MIT, Quarterly Progress Report 115. 251–262.
- خواص التنغيم المستقلة عن لغة بعينها 
Vaissière, Jacqueline. 1983. Language-independent prosodic features. In Anne Cutler & Robert Ladd (eds.), Prosody: Models and Measurements, 53–66. Berlin: Springer Verlag.
- استعمال خواص تنغيمية في التعرف الآلي على اللغة
Vaissière, Jacqueline. 1985. The use of prosodic parameters in automatic speech recognition. Computer, Speech and language. Prentice Hall International.
- الثوابت والمتغيرات على مستوى الكلمة 
Vaissière, Jacqueline. 1986. Variance and Invariance at the Word Level. In Joseph S. Perkell & Dennis Klatt (eds.), Invariance and Variability in Speech Process, 534–539. Lawrence Erlbaum Associates.
- التنبؤ بحركة شراع الحلق من خلال المعطيات الوظيفية المتوفرة 
Vaissière, Jacqueline. 1988. Prediction of velum movement from phonological specifications. Phonetica 45. 122–139.
- التفسيرات الصوتية للتشابه عبر اللغات
Vaissière, Jacqueline. 1995. Phonetic explanations for cross-linguistic similarities. Phonetica 52. 123–130.
- إدراك التنغيم
Vaissière, Jacqueline. 2004. The Perception of Intonation. In David B. Pisoni & Robert E. Remez (eds.), Handbook of Speech Perception, 236–263. (Blackwell Textbooks in Linguistics). Oxford, U.K. & Cambridge, Massachusetts: Blackwell.
- الصوتيات
Vaissière, Jacqueline. 2006, La Phonétique, Presses Universitaires de France (translated in Japanese and Arabis))